# Die 42. Straße
Die 42. Straße (Originaltitel 42nd Street) ist ein US-amerikanischer Musicalfilm des Regisseurs Lloyd Bacon aus dem Jahr 1933 nach einem Roman des ehemaligen Broadway-Tänzers Bradford Ropes. Die österreichische Erstaufführung fand am 27. Mai 1934 statt; in Westdeutschland wurde das Filmmusical erstmals am 1. Februar 1970 im Fernsehen ausgestrahlt. Die 42. Straße war einer der kommerziell erfolgreichsten Filme des Jahres 1933 und wurde stilprägend für die weitere Entwicklung des Hollywood-Musicalfilms, insbesondere aufgrund der berühmt gewordenen Choreografien von Busby Berkeley. Das erfolgreiche Musical 42nd Street aus dem Jahre 1980 basiert auf dem Film.

## Handlung
Auf dem Höhepunkt der Depression im Jahr 1932 kündigen die Broadway-Produzenten Jones und Barry das Musical „Pretty Lady“ mit der bekannten Darstellerin Dorothy Brock an. Dorothys deutlich älterer Freund, der sie seit langem verehrende Geschäftsmann Abner Dillon, finanziert die Show aus dem Hintergrund heraus. Dorothy trifft sich nebenher heimlich mit ihrem alten Liebhaber und Bühnenpartner Pat Denning. Zwar hegen Dorothy und Pat weiterhin Gefühle miteinander, doch durch ihre unterschiedliche Stellung – sie ein Theaterstar, er ein arbeitsloser Schauspieler – ist eine Distanz zwischen ihnen eingetreten. Insbesondere Pat ist frustriert, seiner Geliebten nichts bieten zu können.
Der harte und anspruchsvolle Julian Marsh wird für die Show als Regisseur verpflichtet. Durch den Verlust seines Vermögens beim Börsencrash von 1929 ist er ein gebrochener und verbitterter Mann geworden, zudem ist seine Gesundheit angegriffen. Um sich wie erhofft danach aus dem Showgeschäft zurückziehen zu können, muss Marsh diese Show zu einem absoluten Hit machen. Das Casting und die Proben werden zu einem harten Wettbewerb für die Darsteller.
Peggy Sawyer, ein Bühnenneuling, ist von Marshs knallharten Proben düpiert. Ann Lowell und Lorraine Fleming, zwei bereits erfahrene Mitglieder des Bühnenchores, kümmern sich um die junge Frau. Während Lorraine sich mit dem Tanz-Choreographen Andy Lee einlässt, beginnt der junge Hauptdarsteller Billy Lawler Zuneigung zu Peggy zu entwickeln. Er legt für sie bei Marsh ein gutes Wort ein. Zufällig lernen sich auch Pat und Peggy kennen, und eine Zeit lang sieht es so aus, als könnte sich eine romantische Beziehung zwischen ihnen entwickeln. Es dauert etwas, bis Billy und Peggy schließlich zueinanderfinden.
Fünf Wochen dauern die Proben, trotz allem ist Marsh unzufrieden. In der Nacht vor der Premiere bricht sich Dorothy einen Knöchel. Abner Dillon will, dass Marsh Dorothys Rolle nun mit Ann Lowell besetzt, doch die hält sich nicht für gut genug. Stattdessen schlägt sie Marsh vor, die unerfahrene Peggy zu nehmen. Bis eine Stunde vor dem Premierenstart lässt Marsh Peggy unbarmherzig proben. Dorothy trifft unterdessen die Entscheidung, sich aus dem Showgeschäft zurückzuziehen, um eine Chance auf ihr Glück und eine Beziehung mit Pat zu haben. Da Dorothy ihn verlassen hat, möchte der frustrierte Abner die Show aufkündigen, kann aber von Marsh davon abgebracht werden.
Dorothy wünscht ihrem Ersatz Peggy Glück, und die Show beginnt. Die Show wird zu einem vollen Erfolg. Der total erschöpfte Marsh verlässt das Theater durch einen Notausgang. Er ist zu müde, um seinen Erfolg genießen zu können.

## Produktionshintergrund
Das Budget des Films lag bei 439.000 US-Dollar. Die Einnahmen in Höhe von 2,3 Millionen US-Dollar bewahrten die Produktionsgesellschaft Warner Bros. vor dem Bankrott. Der Erfolg von Die 42. Straße war der Startschuss einer ganzen Reihe von Warner-Filmen wie Parade im Rampenlicht, Goldgräber von 1933, Wonder Bar, Liebe ohne Zwirn und Faden oder Broadway-Show, die im Showgeschäft spielen und aufwendige Musicalnummern zeigen.
Ruby Keeler gab hier ihr Filmdebüt und avancierte sofort zu einem Filmstar. Auch die Karrieren von Dick Powell und Ginger Rogers erhielten durch den Erfolg des Filmes einen Schub. Mervyn LeRoy sollte zunächst die Regie bei dem Film führen. Auf sein Betreiben hin bekam Ginger Rogers die Rolle der Ann. LeRoy erkrankte und musste durch Lloyd Bacon ersetzt werden. Die Tänze wurden von Busby Berkeley choreographiert, der zwar bereits vorher an einigen Hollywood-Filmen gearbeitet hatte, aber hiermit seinen großen Durchbruch feierte. In über 25 Filmen wirkte er als Choreograph mit, im Anschluss an Die 42. Straße choreografierte er noch mehrere Warner-Musicals auf ähnliche Weise.
Für die Kostüme war Orry-Kelly zuständig, der nach dem Zweiten Weltkrieg mit drei Oscars ausgezeichnet wurde. Der nicht im Vorspann genannte Regie-Assistent Gordon Hollingshead gewann einen Oscar als Regieassistent und später weitere Oscars als Regisseur für Kurzfilme. Auch Toningenieur Nathan Levinson wurde nicht genannt. Die Orchesterleitung übernahm Leo F. Forbstein, der über viele Jahre in diesem Bereich bei Warner Brothers arbeitete.

## Kritiken
„Die gängige Geschichte vom glücklichen Aufstieg einer kleinen Tänzerin, die für den Star einspringen darf, ist mit Temperament inszeniert; die Tanzszenen gehören zu den perfektesten, die das Genre zu bieten hat.“

„Nicht nur Glamour und hübsche Mädchen stehen im Vordergrund, auch die Auswirkungen der Depressionszeit auf die Situation der Ensemble-Mitglieder werden in – für ein Musical – außerordentlich realistischen Bildern gezeigt.“

## Musical-Adaption
1980 wurde der Film zu einem Broadway-Musical namens 42nd Street umgeschrieben. Die Hauptrollen spielten Jerry Orbach und Tammy Grimes.

## Auszeichnungen
42nd Street wurde 1934 in den Kategorien Bester Film und Bester Ton für den Oscar nominiert.
1998 fand der Film Aufnahme in das National Film Registry, welches sich zum Ziel gesetzt hat, die als bedeutsam festgestellten aufgenommenen Filme gut zu erhalten. Bei einer Wahl des American Film Institutes wurde Die 42. Straße auf Platz 13 der bedeutendsten amerikanischen Musicalfilme gewählt.